# Totora (Oruro)
Totora (auch San Pedro de Totora) ist eine Ortschaft im Departamento Oruro im Hochland des südamerikanischen Anden-Staates Bolivien.

## Lage im Nahraum
Totora ist zentraler Ort des Kanton Totora im Municipio San Pedro de Totora und Verwaltungssitz der Provinz San Pedro de Totora. Die Ortschaft liegt auf einer Höhe von 4023 m am Oberlauf des Río Totora, am Westhang der Serranía de Huayllamarca, eines etwa 100 Kilometer langen Höhenrückens, der sich auf dem Altiplano in nordwestlich-südöstlicher Richtung erstreckt.

## Geographie
Totora liegt im bolivianischen Hochland zwischen den Anden-Gebirgsketten der Cordillera Occidental im Westen und der Cordillera Central im Osten. Die Region weist ein typisches Tageszeitenklima auf, bei dem die mittleren Tagestemperaturen stärker schwanken als die mittleren jahreszeitlichen Temperaturschwankungen.
Die mittlere Durchschnittstemperatur der Region liegt bei 7 °C (siehe Klimadiagramm Curahuara de Carangas), die durchschnittlichen Monatswerte schwanken nur unwesentlich zwischen 4 °C im Juni/Juli und 9 °C von November bis März. Der Jahresniederschlag beträgt etwa 330 mm, die Monatsniederschläge liegen zwischen unter 10 mm in den Monaten April bis August und 90 mm im Januar.

## Verkehrsnetz
Totora liegt 188 Straßenkilometer entfernt von La Paz, der Hauptstadt des gleichnamigen Departamentos.
Von La Paz aus führt die asphaltierte Nationalstraße Ruta 2 bis El Alto, von dort die Ruta 1 in südlicher Richtung als Asphaltstraße bis Patacamaya, anschließend die Ruta 4 in südwestlicher Richtung bis Cañaviri. Von dort aus führt eine unbefestigte Piste nach Süden über Umala nach Chilahuala und überquert dort den Río Desaguadero, bis sie nach 60 Kilometern San Pedro de Curahuara erreicht. Von dort aus führt die Piste weitere 28 Kilometer in südwestlicher Richtung nach Totora.

## Bevölkerung
Die Einwohnerzahl der Ortschaft ist in den vergangenen beiden Jahrzehnten um mehr als zwei Drittel angestiegen:
| Jahr | Einwohner | Quelle       |
| ---- | --------- | ------------ |
| 1992 | 150       | Volkszählung |
| 2001 | 212       | Volkszählung |
| 2012 | 270       | Volkszählung |
| 2024 |           | Volkszählung |

Die Region weist einen hohen Anteil an Aymara-Bevölkerung auf, im Municipio San Pedro de Totora sprechen 97,0 Prozent der Bevölkerung Aymara.